# Simbabwe-Vogel

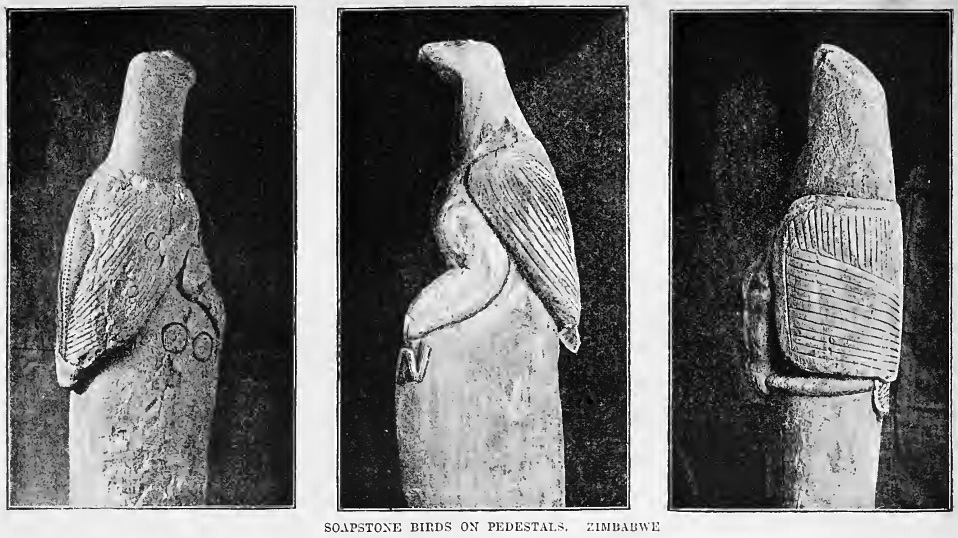
Originalvogel (Bild von 1892)

Der Simbabwe-Vogel ist nicht nur als Wappentier in dem Staatswappen der früheren britischen Kolonie Südrhodesien, dem jetzigen Simbabwe, in der Heraldik vertreten. Auch die wappengeschmückte Flagge des Landes zeigt den Vogel. Was für ein Tier sich hinter dem Wappenvogel verbirgt, ist nicht eindeutig. Es ist mit großer Sicherheit ein Hühnervogel.
Bereits seit 1924 ist der Simbabwe-Vogel in der Heraldik des Landes ein Nationalsymbol. Er wird auch Blitzvogel genannt und seine Darstellung ist in Gold auf einem gold-grünen Helmwulst. Das Wappentier hat seinen Ursprung in der Religion der Shona. Hier soll der Vogel zwischen den Menschen und Gott stehen und vermitteln. Etwa 20–30 cm hohe Specksteinfiguren auf zwei Meter hohen Pfeilern befinden sich in den Ruinen von Groß-Simbabwe und wurden im September 1871 durch den deutschen Forscher Karl Mauch entdeckt. Der Simbabwe-Vogel war bereits ab 1932 auf südrhodesischen Münzen abgebildet und wird auch als Wasserzeichen im Geldwesen des Landes verwendet. Sowohl die Cricket-Nationalmannschaft als auch die Rugby-Union-Nationalmannschaft Simbabwes verwenden das Wappentier in ihren Logos.

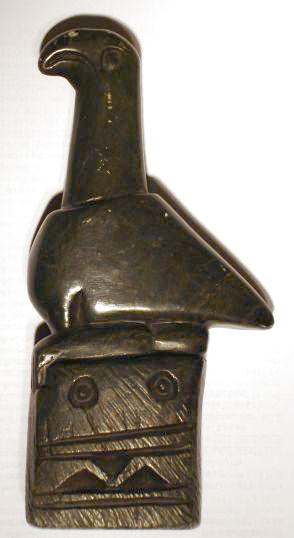
Simbabwe-Vogel (Replik)
Wappen Simbabwes: Simbabwe-Vogel als Helmzier
Der Simbabwe-Vogel auf der Flagge des Landes…
…und der des Präsidenten